# Pleven
Cet article concerne la ville bulgare. Pour les autres significations, voir Pleven (homonymie).
Pleven (bulgare : Плевен) est une ville du nord de la Bulgarie. Elle est le chef-lieu de la commune de Pleven et de la région de Pleven.

## Géographie

### Géographie physique
La ville de Pleven est située dans le Nord de la Bulgarie, dans la plaine du Danube moyen, à proximité de la frontière avec la Roumanie. La ville est presque à égale distance du Danube et des Balkans, avec de bonnes liaisons terrestres avec Sofia (160 km), Varna (300 km), Ruse (150 km), Lovech (30 km), ainsi qu'avec les terres situées au nord du Danube et d'autres petites localités de la région. Le principal facteur de formation des villes dans l'Antiquité était la fertilité des vallées, ici la vallée de Tuchenica (Tucheniska ou Plevenska Bara), qui se jette dans le Vit. La rivière du Vit, affluent droit du  Danube, passe à proximité de la ville. Le relief de cette partie de la plaine du Danube et, par conséquent, les bonnes connexions routières, ont facilité la construction et le développement des petits établissements éparpillés à l'origine qui ont constitué progressivement un important nœud routier et un centre urbain. La ville est également située sur la voie ferrée reliant Sofia au port de Varna.

### Climat
La municipalité de Pleven se situe dans la zone au climat tempéré-continental et présente de grandes amplitudes thermiques de -24°C à +42°C. La température annuelle moyenne est de 10,8 °C

### Géographie humaine
Après la Seconde Guerre mondiale, la population de la ville — centre administratif, économique et culturel important — croît rapidement, notamment pendant la période 1956-1985. Après cette période de croissance soutenue, la population de Pleven n'a cessé de décroître, notamment à la suite de la chute du communisme et des bouleversements politiques et économiques intervenus dans les années 1990.
| 1880   | 1887   | 1910   | 1934   | 1946   | 1956   | 1965   | 1975    | 1985    |
| ------ | ------ | ------ | ------ | ------ | ------ | ------ | ------- | ------- |
| 11 474 | 14 307 | 23 049 | 31 520 | 39 058 | 57 555 | 78 666 | 107 609 | 129 654 |

| 1992    | 2001    | 2011    | 2021   | 2022   | - | - | - | - |
| ------- | ------- | ------- | ------ | ------ | - | - | - | - |
| 130 812 | 121 880 | 105 673 | 89 823 | 90 209 | - | - | - | - |

## Histoire

### Antiquité
Les premières traces de vie et d'activité humaine sur ces terres remontent à la fin du 5e millénaire avant J.-C. Des découvertes archéologiques témoignent de la culture matérielle et spirituelle des Thraces qui ont habité cette région pendant des milliers d'années. Le plus grand trésor en or trouvé sur les terres bulgares, le trésor de Valchitran (en), a été trouvé dans un village à 22 km au sud-est de Pleven,.
Au début de l'ère moderne, ces terres ont fait partie de l'Empire romain. Sur la route d'Escus à Philippopolis, près de l'actuelle Pleven, ont été construites une halte routière romaine dite de Storgosia (en) et, plus tard, une forteresse du même nom. Les recherches archéologiques indiquent la construction à grande échelle de bâtiments administratifs, militaires et religieux. L'un des monuments archéologiques identifiés est une église basilique paléochrétienne du IVe siècle, de 45,2 mètres de long et 22,2 mètres de large, sans doute la deuxième plus grande de Bulgarie après la  basilique de Pliska.

### Moyen Âge
Au Moyen Âge, Pleven était une ville bulgare dont l'artisanat, le commerce et la fabrication de monnaie étaient bien développés.

### Sous la domination des Ottomans
Les archives de la bibliothèque de la communauté Saglasie à Pleven permettent de déduire qu'aux alentours de 1496, Pleven a été conquise par l'Empire ottoman et colonisée après le massacre de sa population. La destruction de la ville par les envahisseurs montre qu'elle a été prise après une lutte sévère. Un tel massacre n'a eu lieu que dans les villes qui se défendaient désespérément.
La tradition relie la forteresse Kailaka (à Pleven) au nom du dernier roi bulgare Ivan Chichman. Il raconte que le malheureux roi, voyant l'impossibilité de préserver sa capitale envahie, tenta de passer en Valachie à la recherche d'alliés, mais à Nikopol, il fut intercepté et vaincu pour la dernière fois par les Turcs. Puis il s'est caché dans le monastère de St. George (à environ 4 kilomètres au sud de la forteresse), où il est resté pendant deux semaines.
Pendant la guerre russo-turque de 1806-1812, le major-général comte Mikhaïl Semionovitch Vorontsov s'est rendu à Pleven à l'automne 1810 avec environ 3 000 fantassins et 1 000 cavaliers afin d'obtenir les provisions nécessaires. Les chefs et les interprètes de son armée étaient des Bulgares déplacés de la région de Pleven. De nombreux Bulgares locaux ont rejoint la cavalerie du détachement et ont fourni des armes. Vorontsov a capturé et détruit la forteresse de pierre de Pleven, Kervan Sarai, et s'est dirigé vers Lovetch et Sevlievo. La participation de villages aux côtés des Russes n'est pas sans conséquence. Après la retraite des Russes, ces villages  ont souffert des bandes arabes et arnaoutes.
La libération voit la ville avec des quartiers turcs séparés dans un environnement bulgare. Pendant la Renaissance bulgare, la population s'adonne à l'agriculture, aux semailles, à l'artisanat et au commerce, des églises et des écoles sont construites. Des ponts et des fontaines publiques (Balaklia, par exemple) ont été construits par les autorités. En 1825, la première école laïque aurait été ouverte (il n'y a pas de trace certaine de cette ouverture). En 1840 (ou selon d'autres sources en 1841), Anastasia Dimitrova a ouvert la première école de filles en Bulgarie.
C'est à Pleven, en 1869, que le révolutionnaire national et apôtre de la liberté bulgare Vasil Levski aurait fondé le premier comité révolutionnaire du pays. La même année, le centre communautaire Saglasie a été fondé.
Au cours de la guerre russo-turque de 1877-1878, l'ancienne place fortifiée de Pleven appelée aussi Plevna dans les documents historiques, a acquis une importance stratégique et a focalisé l'attention pendant 5 mois pour la bataille de Plevna. Le maréchal de l'Empire ottoman  Osman Pacha s'y était installé avec ses forces et tenait la forteresse. Attaqué par l'armée russo-roumaine et assiégé, il ne capitula qu'au bout de plusieurs mois de siège et après avoir tenté de forcer le chemin vers Sofia. Ces combats constituent un tournant dans ce conflit. À la suite du siège de Pleven, , les armées russe, conseillées notamment par le général Totleben, et roumaines ont réussi à briser la résistance de l'armée turque, prenant en effet Pleven le 10 décembre 1877. Osman Pacha a remis son sabre successivement au commandant roumain Michael Cherkez et ensuite au lieutenant-général russe Ivan Ganetsky. Les belligérants (la Turquie et l'alliance Russie-Roumanie) ont subi des dizaines de milliers de pertes. Jusqu'en 2002, ce jour était célébré comme un jour de la fête de Pleven. Des rues, des commerces, portent les noms de dates, de personnalités, de régiments liés à l'épopée de Pleven.
Le panorama de Pleven est un musée situé à côté de la ville consacré à cette bataille et à ses héros, comme le général Skobelev, une étape essentielle pour ce territoire, dans sa libération du joug ottoman.

### Après la libération

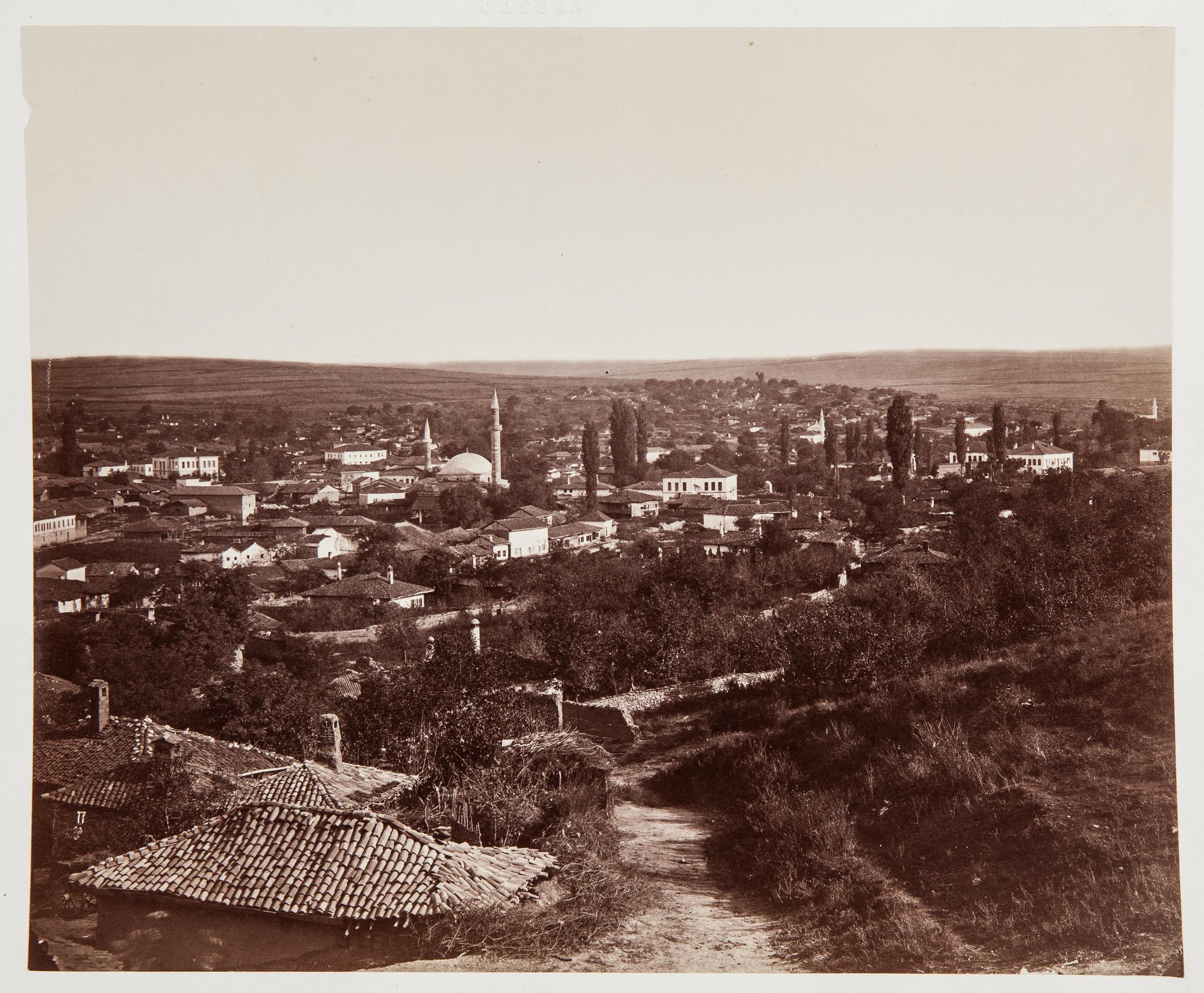
Plévén dans les années 1880
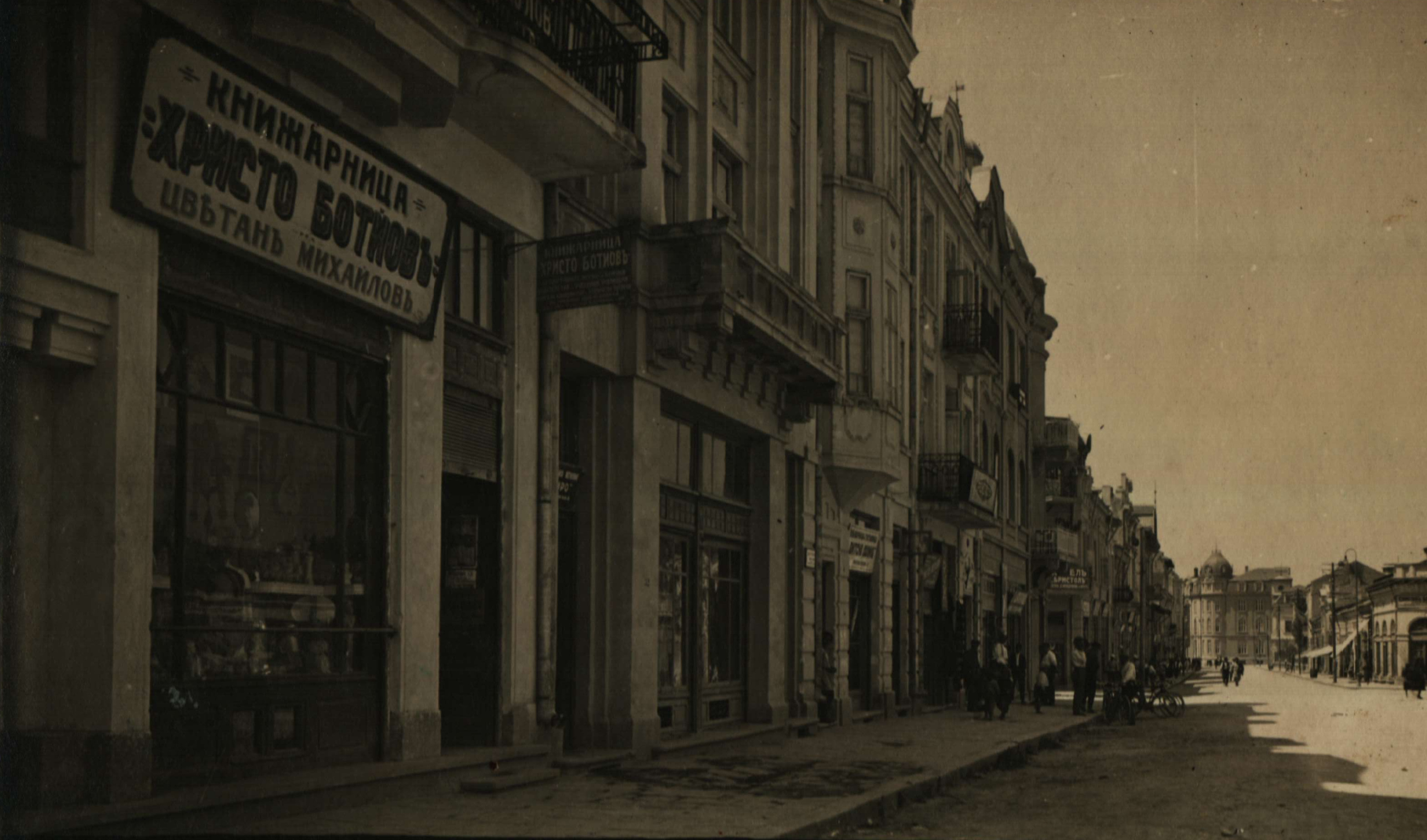
Plévén dans les années 1930

Après la libération de la Bulgarie en 1878, Pleven s'est imposé comme un important centre administratif, économique et spirituel.

## Personnalités
- Anastasia Dimitrova, (1815–1894), première professeure bulgare de la période connue comme la Renaissance nationale, y est née. En 1840, elle fonde à Pleven la première école de filles en Bulgarie.
- L'astronome franco-ukrainien Nicolas Stoyko y a été instituteur entre 1920 et 1923.
- Nadya Nozharova (1916-2014), actrice bulgare.
- Le chanteur lyrique Pali Marinov (1933-2016) y est né.
- Le chanteur et compositeur Emil Dimitrov (1940-2005) est originaire de Pleven.
- Christo Vatchev (1950-), artiste peintre, est né à Pleven.
- Ognian Zekoff (1964-), artiste peintre y est né.
- Teresa Marinova (1977-), championne olympique du triple-saut en 2000.
- Vassilena Serafimova (1985-), percussionniste et marimbiste y est née.

## Jumelages
La ville de Pleven est jumelée avec :
- Agadir (Maroc)
- Jinzhou (Chine)
- Brăila (Roumanie)
- Ponta Delgada (Portugal)
- Bursa (Turquie) depuis 1998
- Vólos (Grèce)
- Édessa (Grèce)
- Tchernivtsi (Ukraine)
- Yongchuan (Chine)
- Ségovie (Espagne)
- Bitola (Macédoine)
- Kavadartsi (Macédoine)
- Kaiserslautern (Allemagne) depuis 1999
- Gornji Milanovac (Serbie)
- District administratif central de Moscou (Russie)
- Płock (Pologne)
- Rostov-sur-le-Don (Russie)
- Charlottesville (États-Unis)

## Économie et infrastructures
Jusqu'en 1989, pendant la période pendant laquelle la Bulgarie faisait partie du bloc de l'Est, Pleven a été une des villes ao développement industriel les plus importants. Elle bénéficiait également d'une activité touristique, avec des touristes russes. Ces activités induqtrielles et touristiques ont chuté.
Pleven était aussi le centre d'une riche région agricole. La production végétale était prédominante - céréales, cultures pérennes, cultures industrielles et légumes - tomates, et la production animale - vaches, veaux, porcs, volailles et moins de moutons. Après 1990, l'élevage a progressivement décliné et aujourd'hui ce secteur est très limité. Pleven était autrefois un important centre viticole et était entouré de tous côtés par des vignobles bien cultivés. De nombreux vignobles ont été abandonnés.

## Galerie

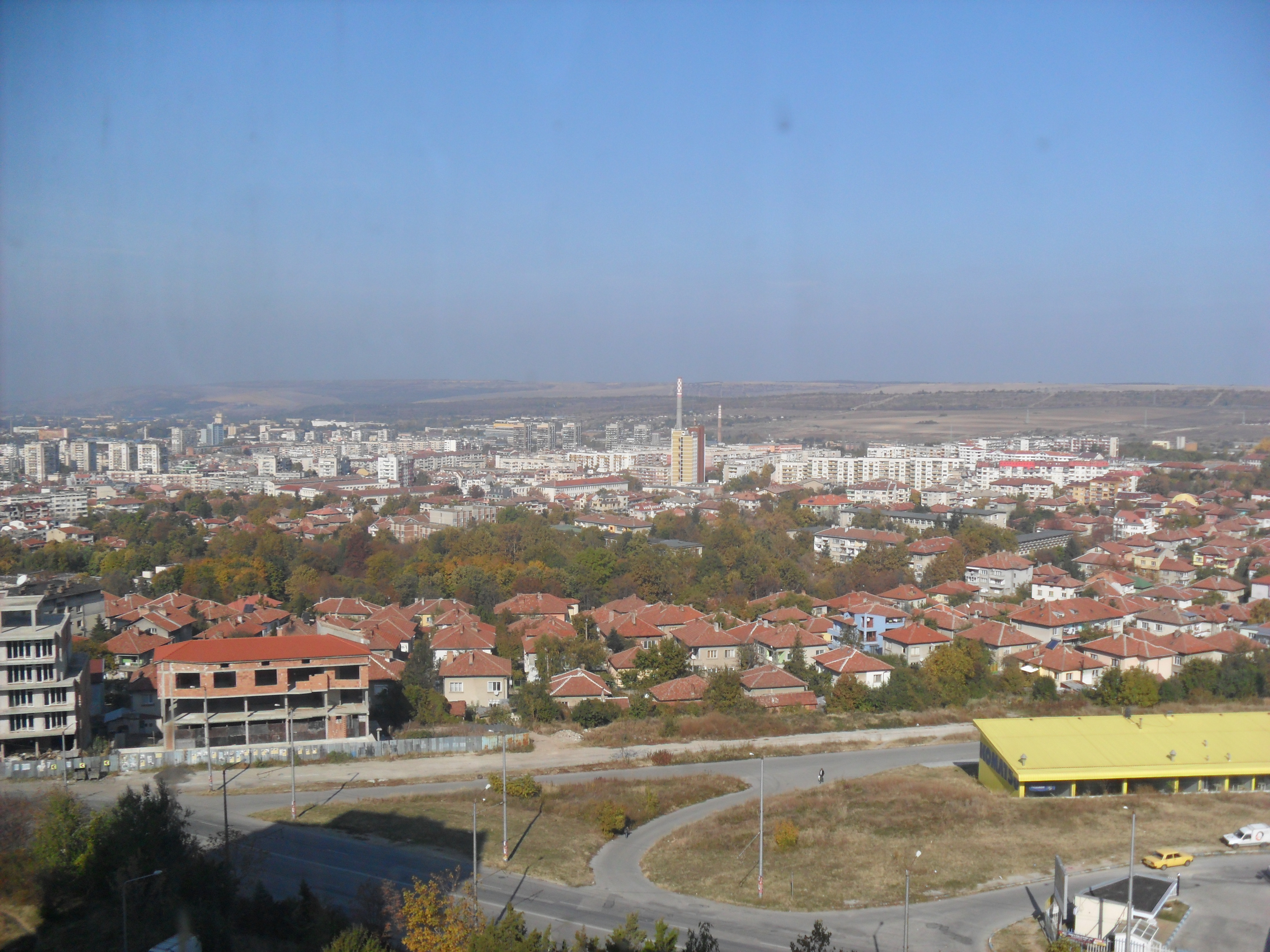
Vue panoramique de la ville
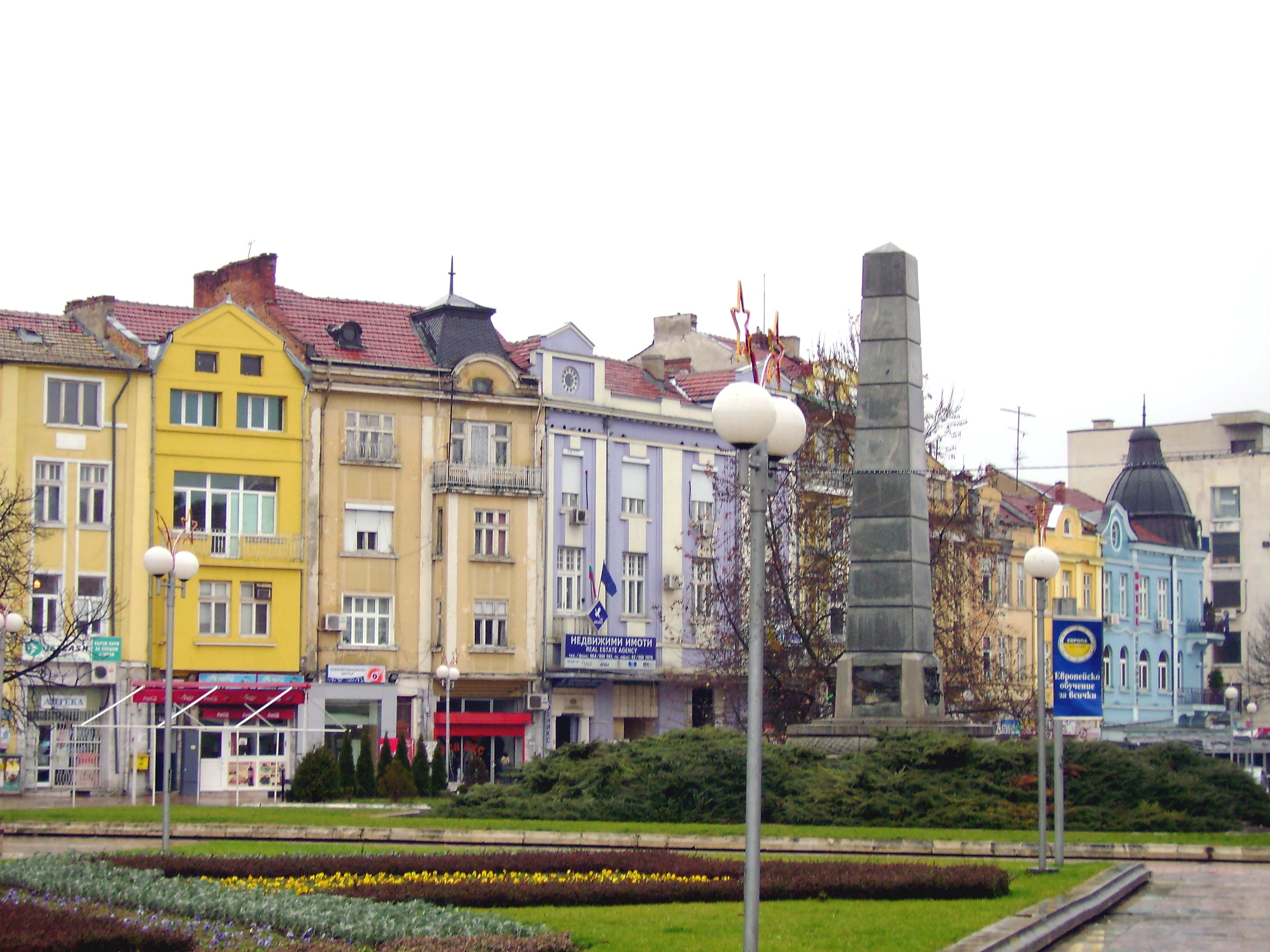
Le centre-ville
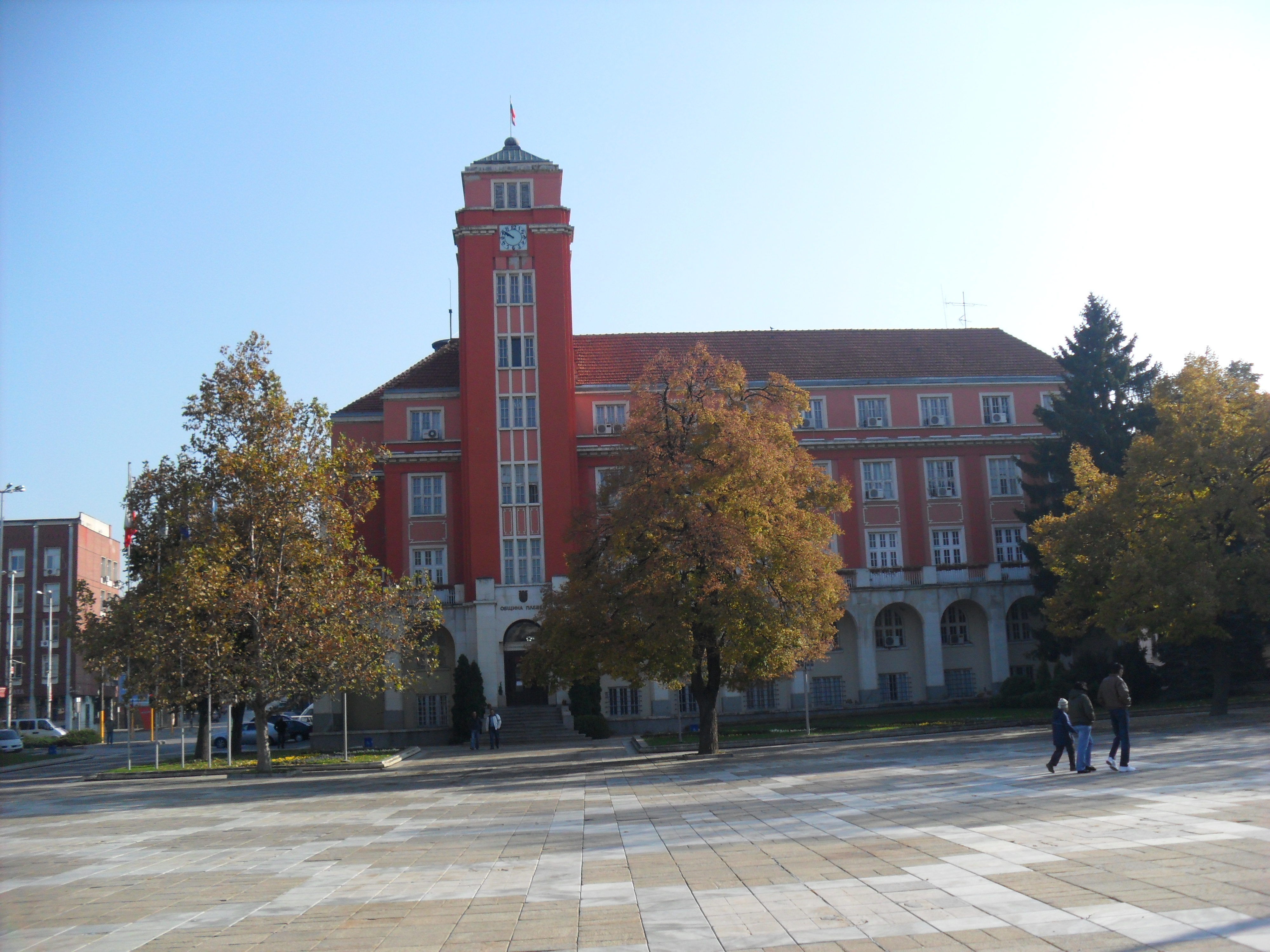
L'hôtel de ville
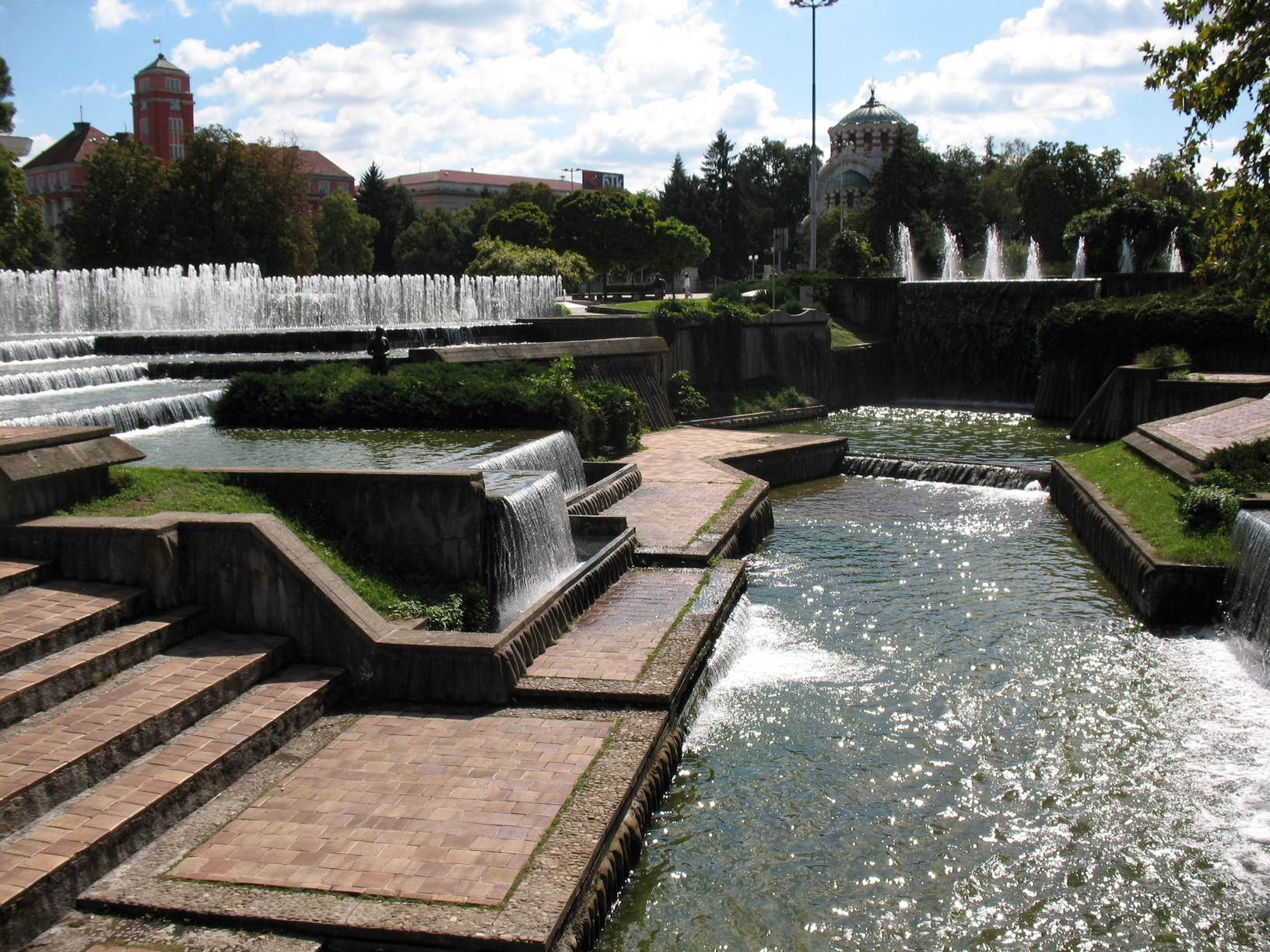
Les fontaines et bassins d'eau du centre-cille
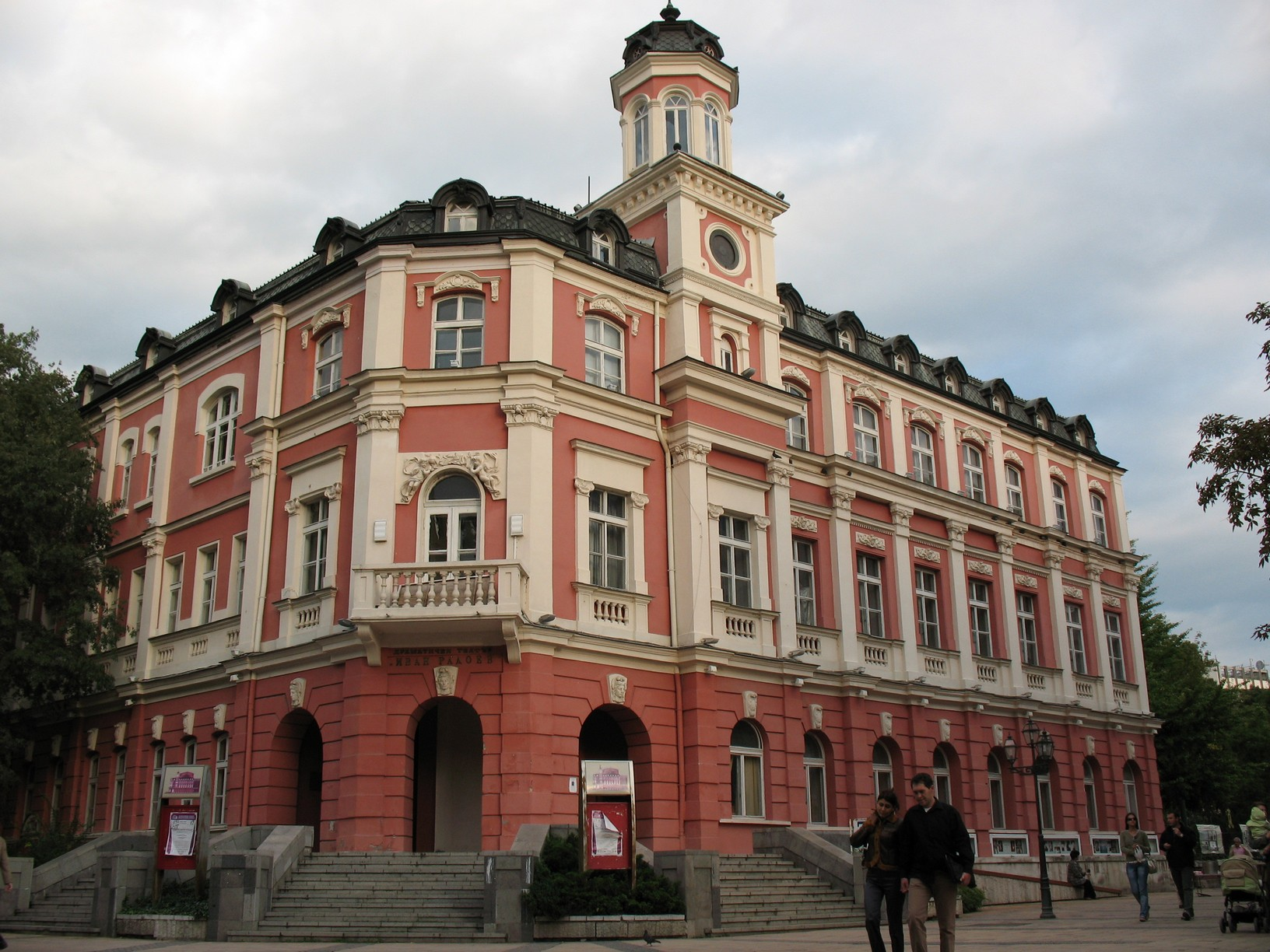
Le théâtre dramatique
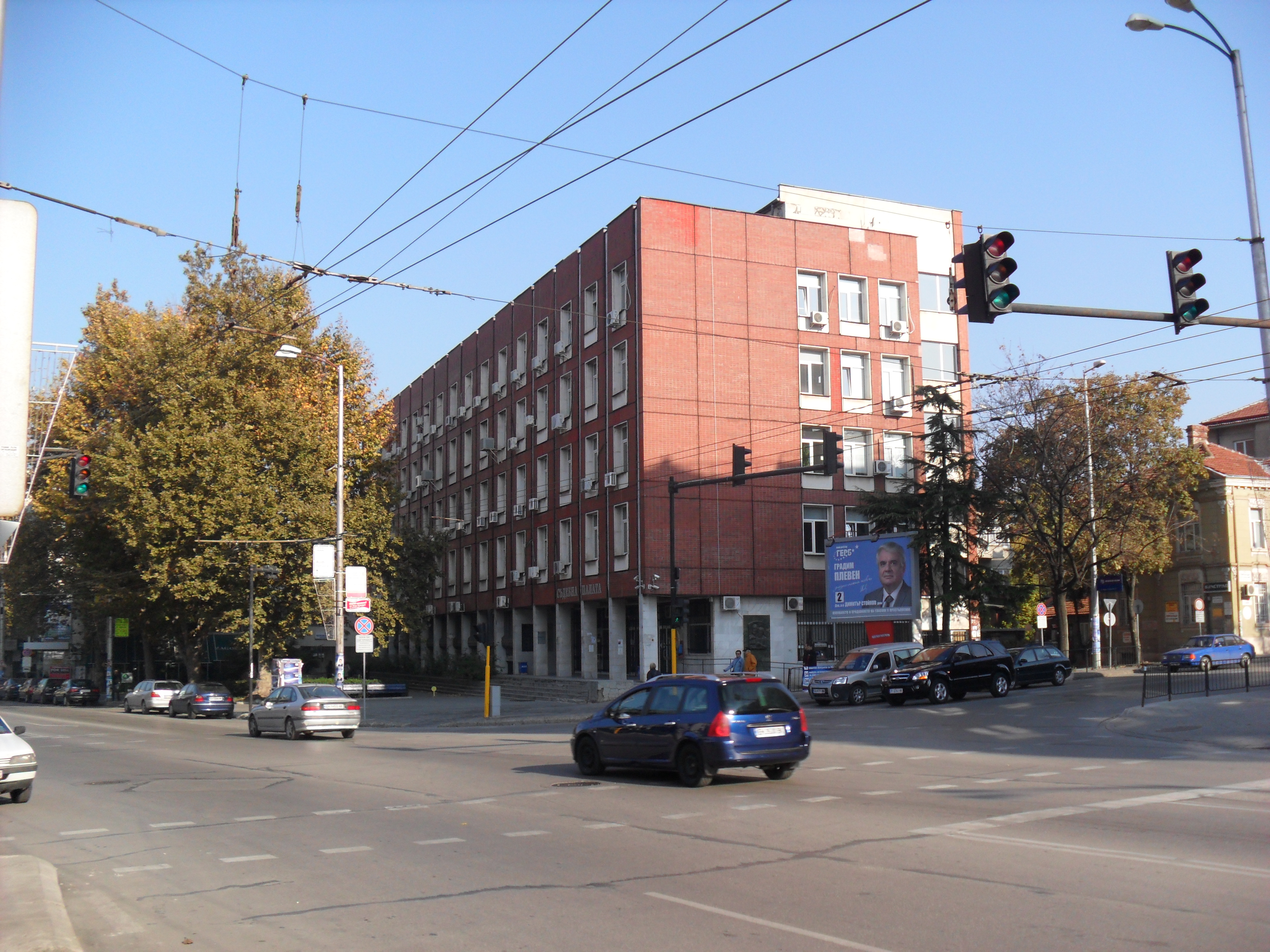
Le palais de justice
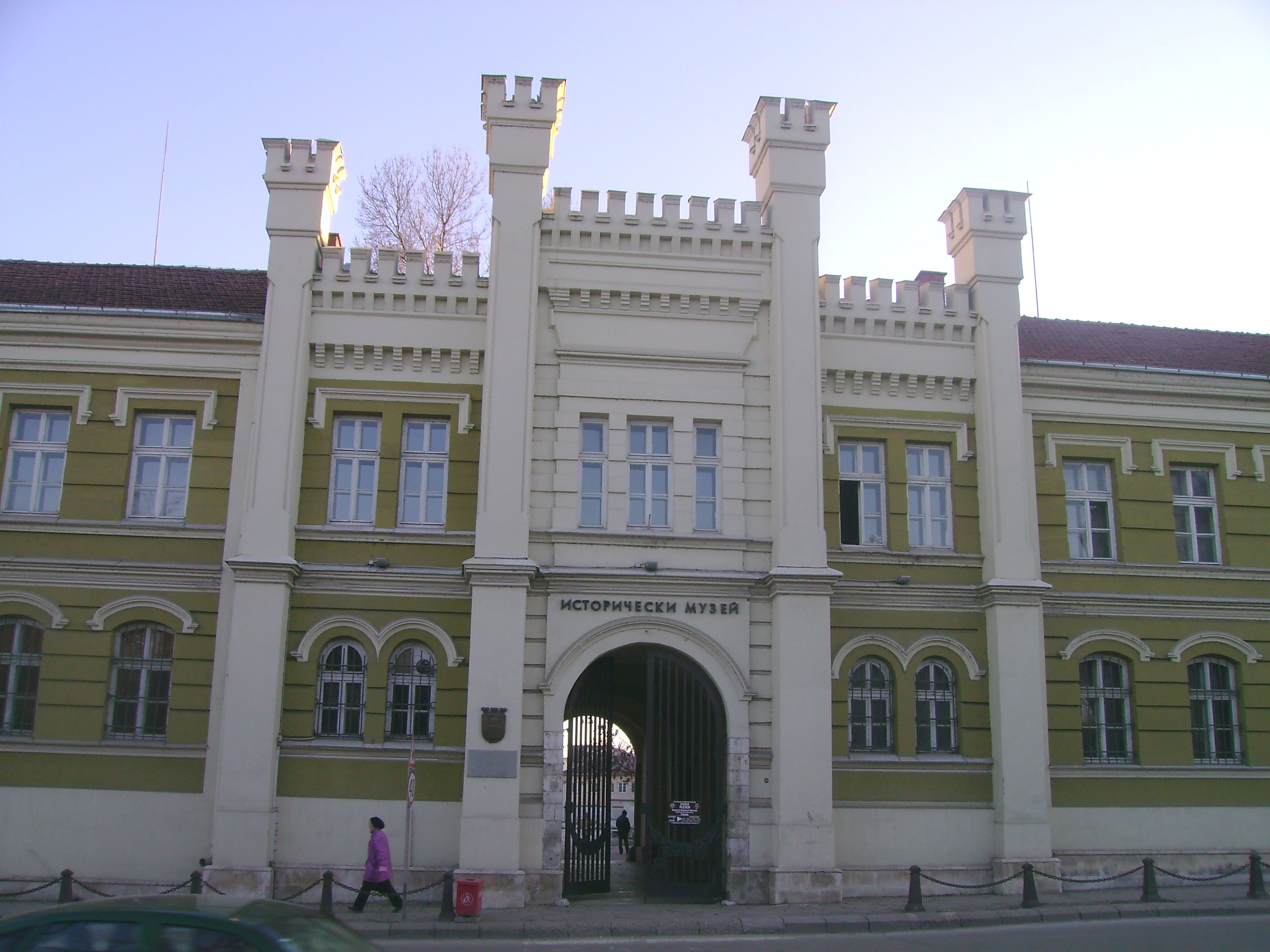
Le musée historique régional
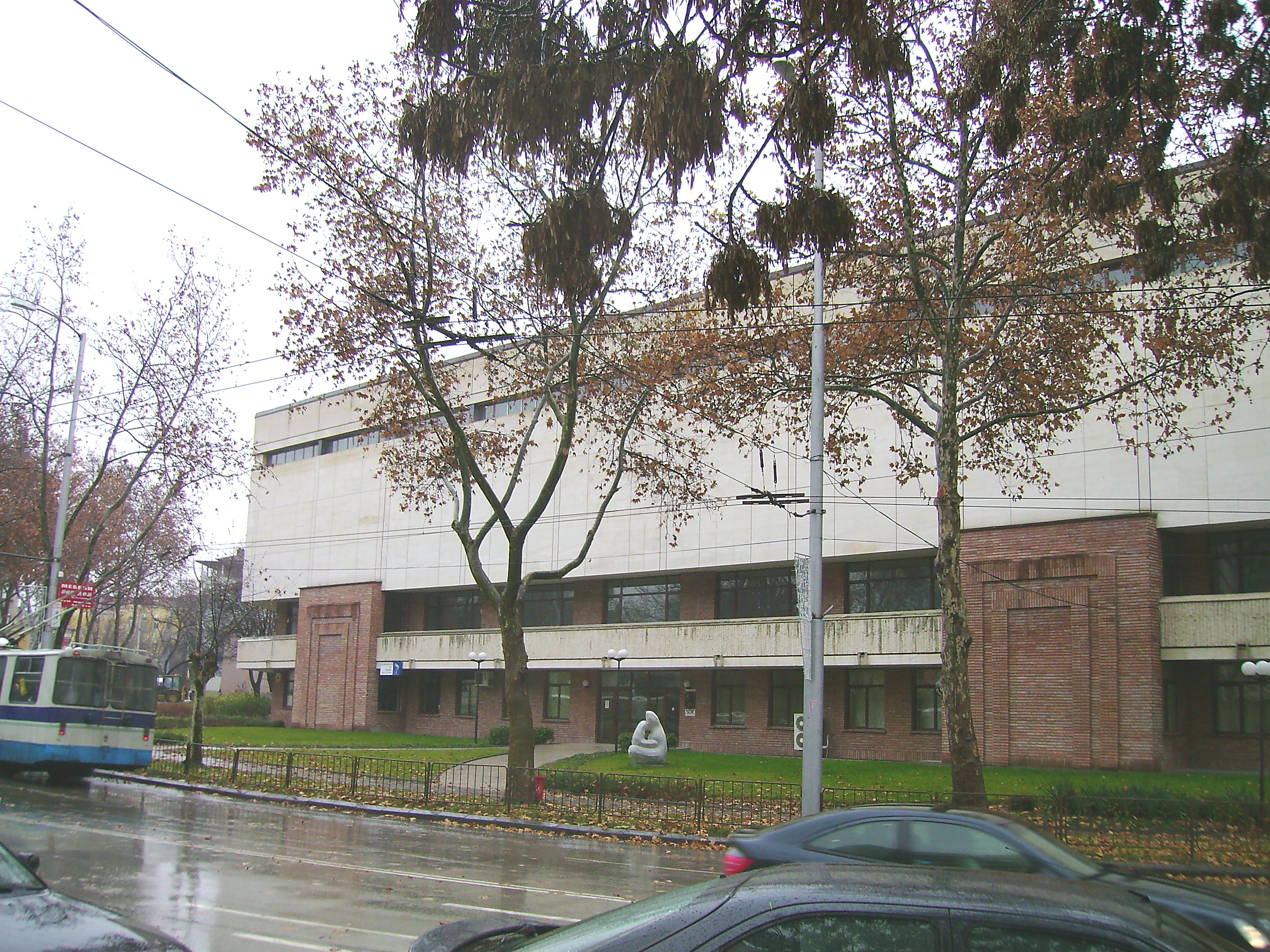
La bibliothèque régionale
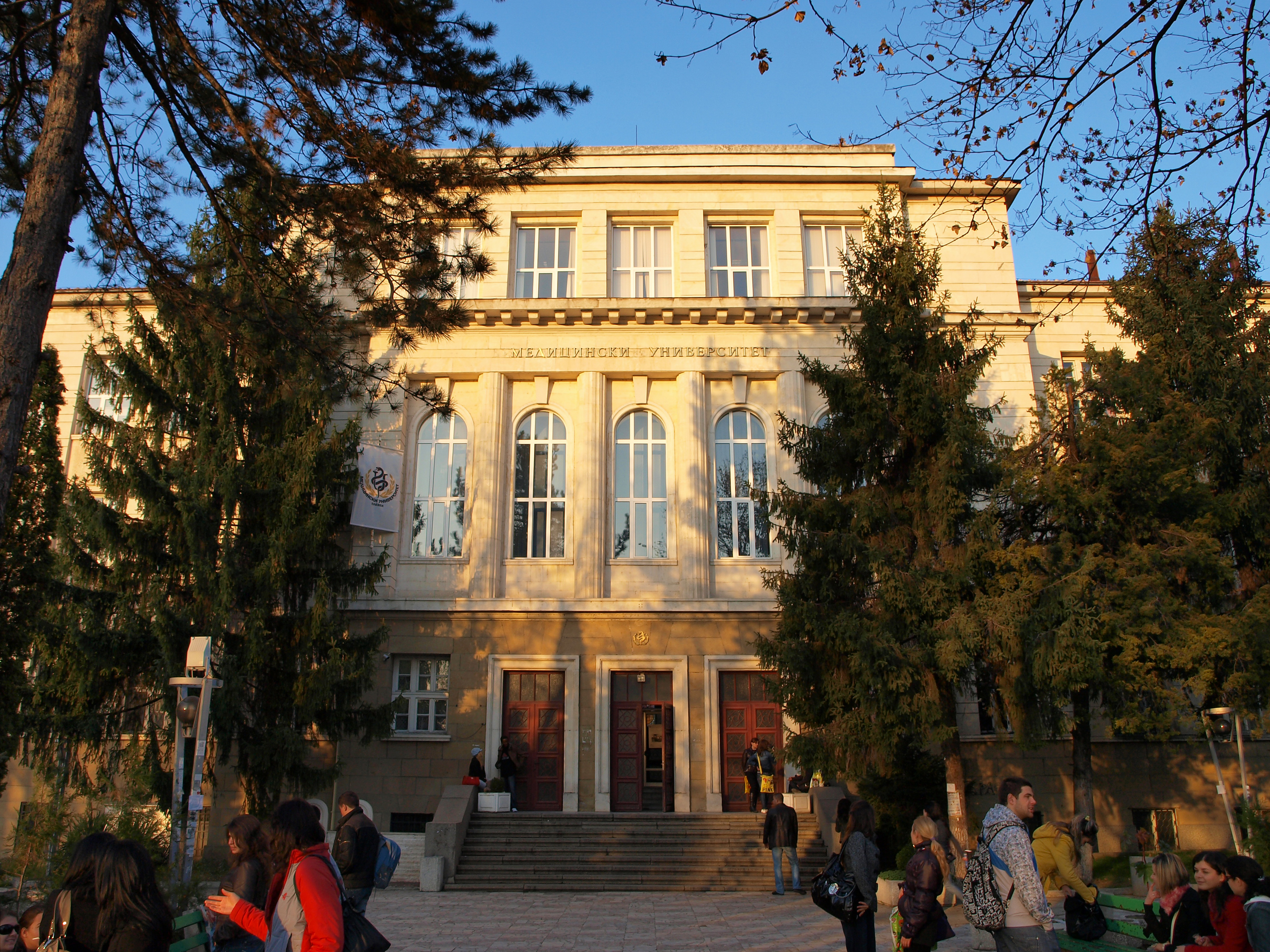
L'université de médecine
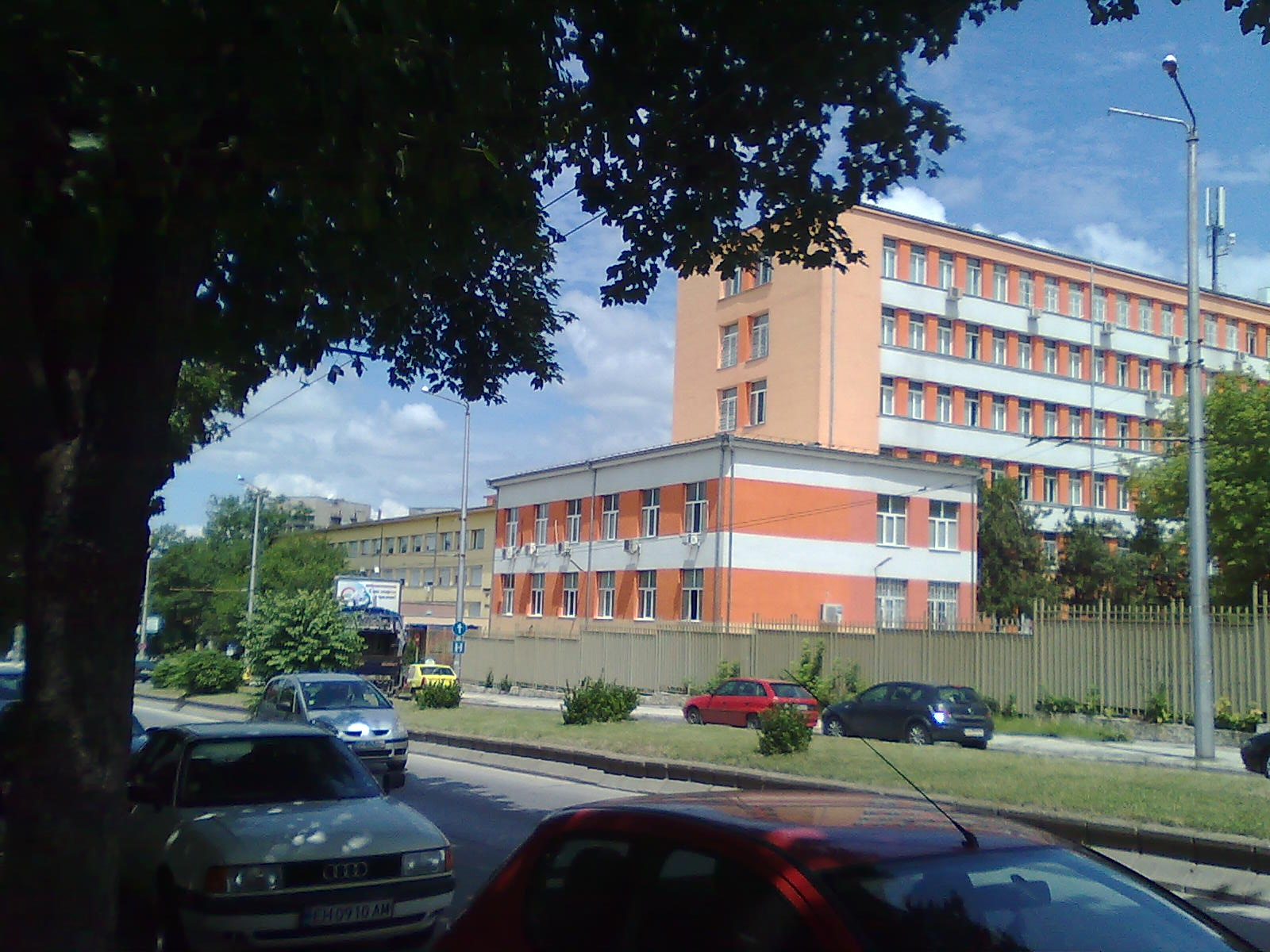
L'hôpital
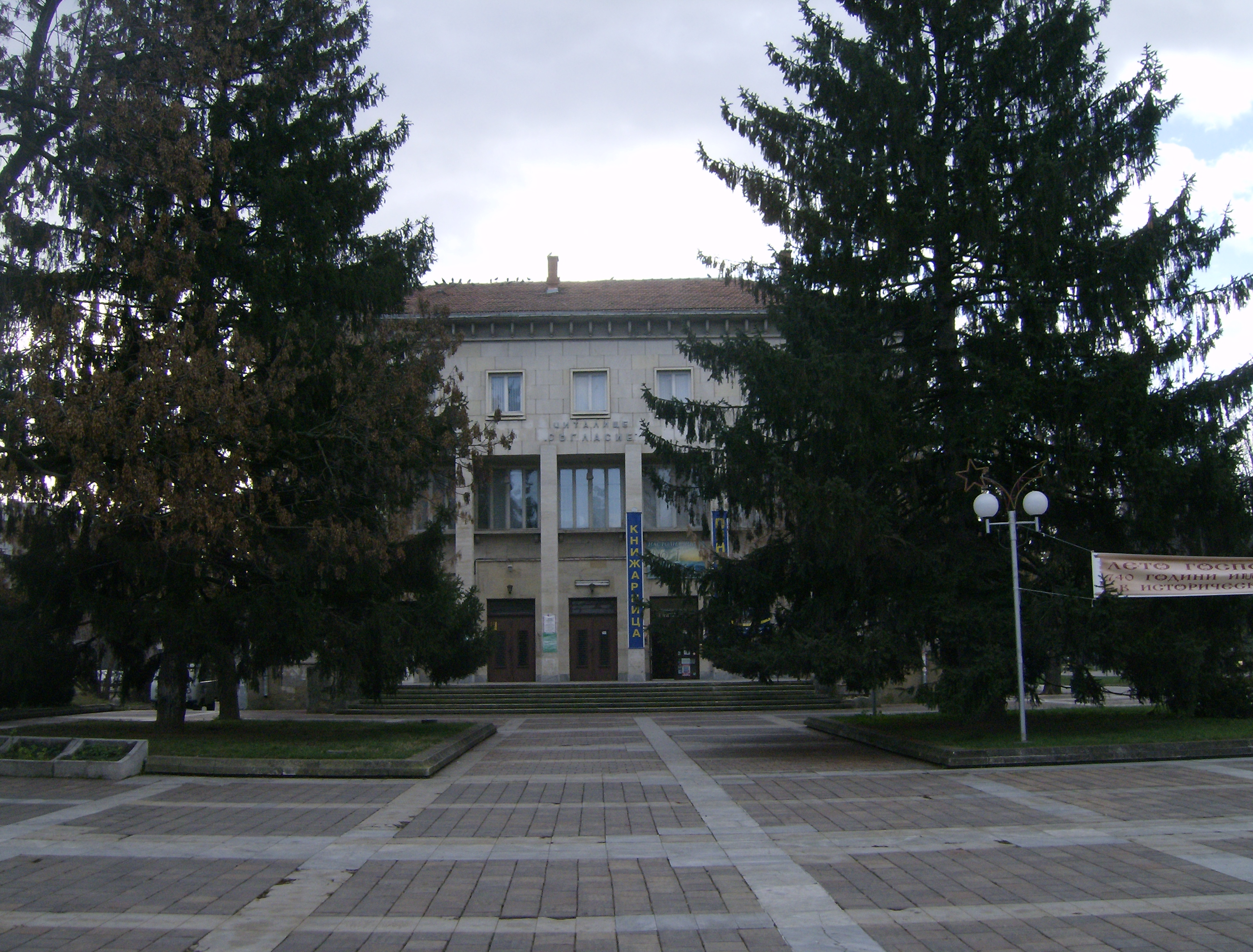
Le Tchitalichté Saglasié de 1869
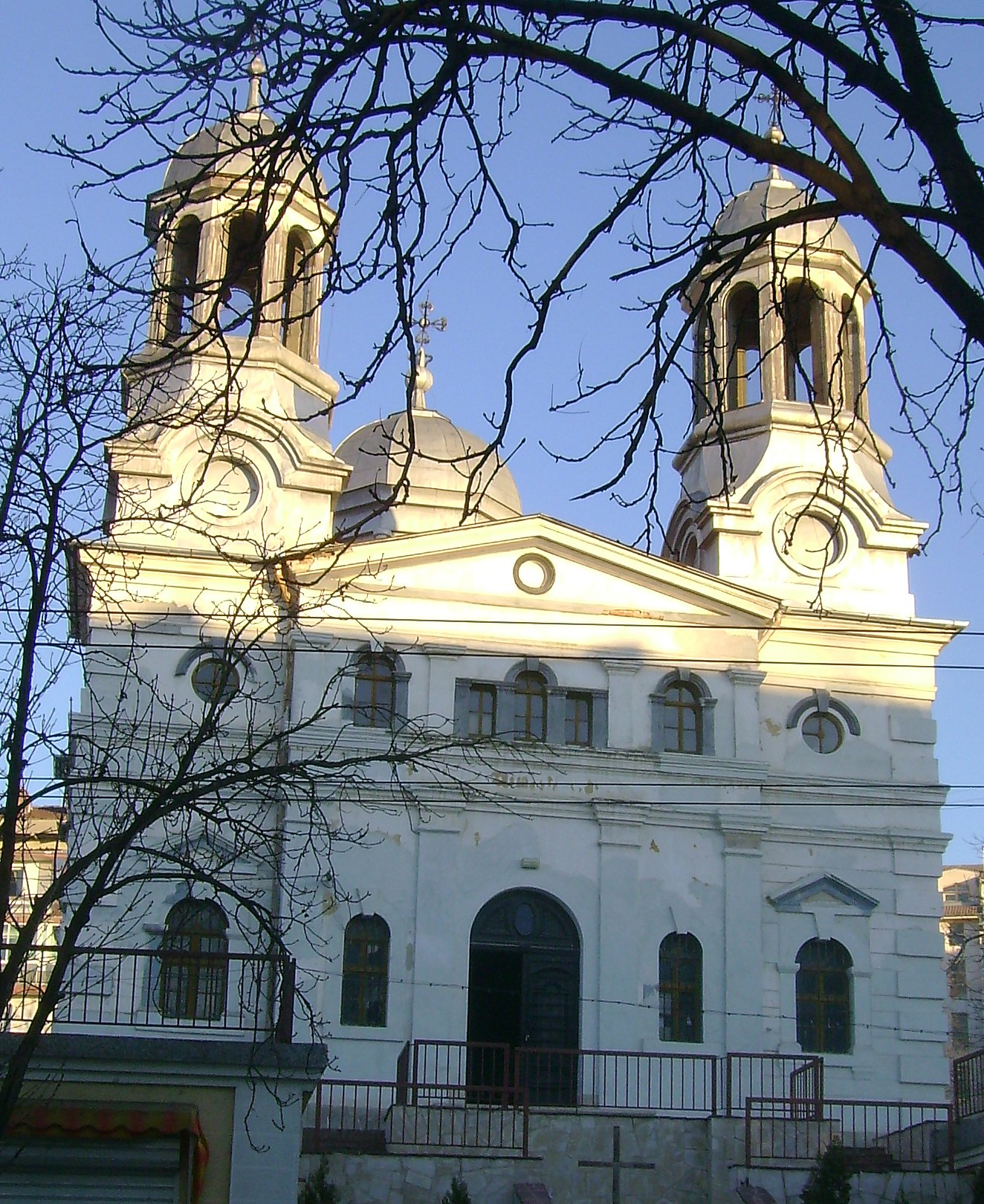
Eglise de la Sainte-Trinité
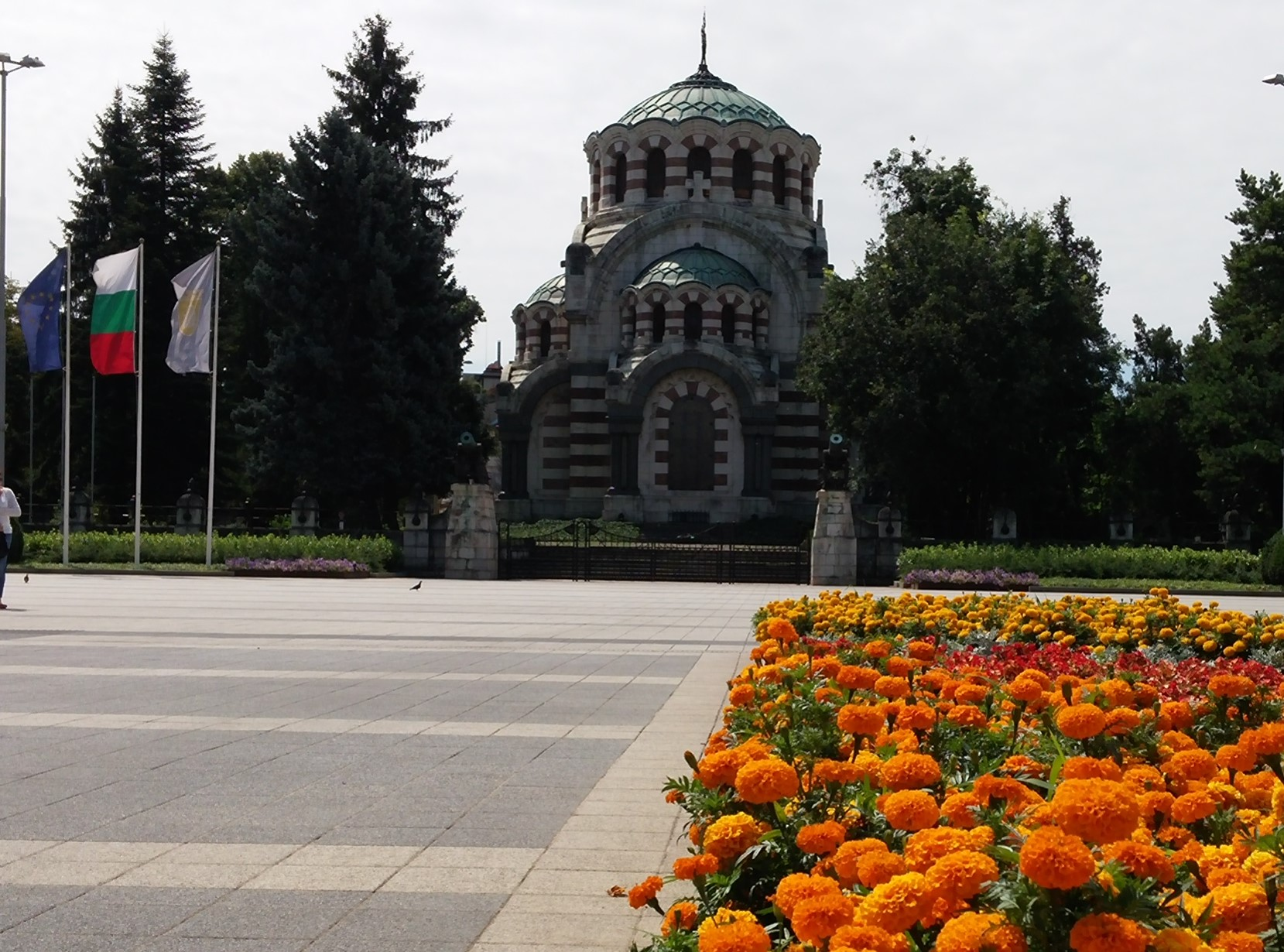
Eglise-mausolée Saint-Georges le victorieux
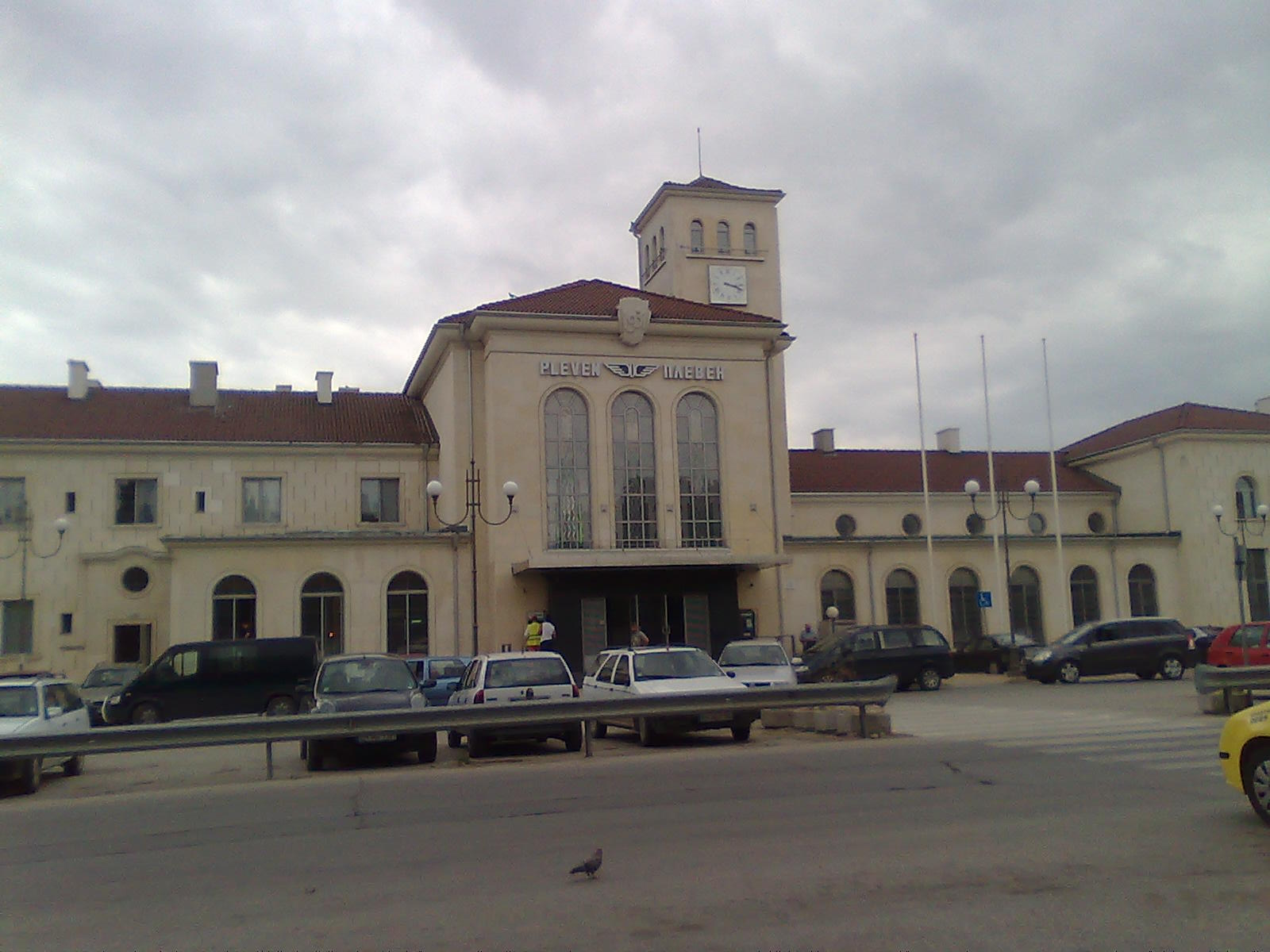
La gare